# هالی (کلرادو)
هالی (به انگلیسی: Holly) شهری در ایالت کلرادو کشور ایالات متحده آمریکا است که جمعیت آن در سرشماری سال ۲۰۱۰ میلادی، ۸۰۲ نفر بوده‌است.